# Zona Metropolitană Barcelona

Teritoriul zonei metropolitane Barcelona

Zona metropolitană Barcelona a municipiului Barcelona este o zonă formată de 36 municipii și o populație de 3.161.081 locuitori cu o suprafață de 633 km2. Această zona include Mancomunitatea Municipiilor din Barcelona și Entitatea Transportului așa cum Transporți Metropolitene (TMB) din Barcelona.

## Statistici
Câteva date referitoare la localitățile implicate în Zona Metropolitană a Barcelonei: